# Perejaslavská rada
Perejaslavská rada či Perejaslavská dohoda bylo setkání kozáckého shromáždění vedené hejtmanem Bohdanem Chmelnickým a zástupci ruského cara Alexeje Michajloviče, které roku 1654 v Perejaslavi dohodlo zahájení spolupráce mezi kozáky a Moskvou v podobě aliance nikoliv v podobě podrobení se.